# الكروس الشرقية (القطن)
'

تعديل مصدري - تعديل

الكروس الشرقية هي إحدى قرى عزلة القطن بمديرية القطن التابعة لمحافظة حضرموت، بلغ تعداد سكانها 554 نسمة حسب تعداد اليمن لعام 2004.